# パリトキシン
パリトキシン (palytoxin) は、海産毒素の1種。非ペプチド性の化合物ではマイトトキシンに次ぐ猛毒である。1971年に、ハワイに生息する腔腸動物イワスナギンチャク Palythoa toxica から初めて単離された。多糖類やタンパク質といったポリマー系の生体高分子ではなく、構造式が正確に定まるような天然有機化合物の中では最大の部類に入る。名称は、Palythoa から分離されたことに由来する〔paly+toxin（毒）〕。
もともとはシガテラ中毒の関連毒素と考えられていたが、現在はアオブダイ食中毒の原因物質と同定されている。

## 毒性
マウスに対する半数致死量 LD50（静脈内注射）は0.15 µg/kgで、フグ毒として有名なテトロドトキシン（LD50 8 µg/kg、静注）よりも強い。ハワイの先住民族では、矢毒として用いられていた。

## 作用機序
ナトリウムチャネルに対し何らかの形で作用して、細胞膜のナトリウムイオン透過性を増す。フグ毒のテトロドトキシンの作用と反対である。Na+-K+ATPアーゼに対する特異的作用を示す。

## 発見
1971年にハワイ大学のMooreとScheuerによってスナギンチャクから単離されたが、そのスナギンチャクの住む入り江には、サメの歯を背中に持つ男を殺したために海水が毒を持つようになったという伝説があった。分子量が2680と大きいために、その正確な決定が困難だったが、1976年に252Cf（カリホルニウム-252）を使うプラズマ脱離イオン化 (PDI) 法質量分析により決定された。

### 構造と全合成

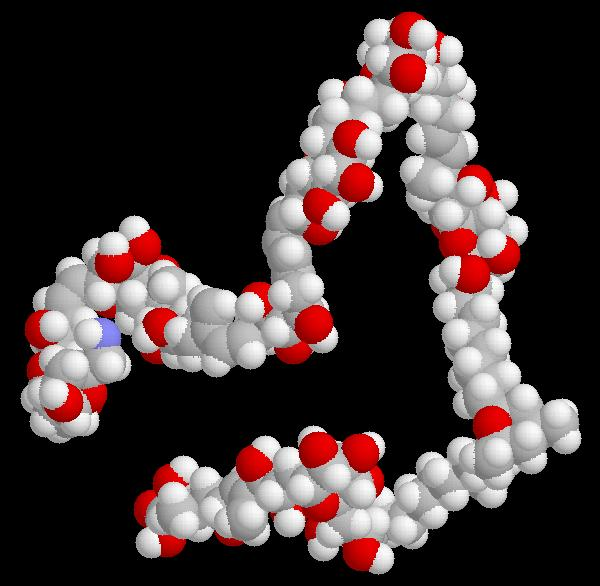
パリトキシンの空間充填 (CPK) モデル

平面構造は、1981年にMooreらの研究グループと上村大輔らの研究グループにより独立に解明された。つづく1982年、Mooreらのグループと上村大輔、岸義人らのグループにより絶対立体配置が決定された。
1994年に、テトロドトキシンやマイトマイシンCの合成などの業績で知られる岸義人らにより全合成が達成された。64個のキラル中心と115連続炭素骨格を持ち、複雑かつ巨大な分子であるパリトキシンの全合成は、現在においても有機合成化学における金字塔であると考えられている。

## 動態
環境中でのパリトキシンの動態はまだ完全には解明されていないが、パリトキシン類縁体の第一生産者は有毒渦鞭毛藻 (Ostreopsis siamensis) であると考えられている。スナギンチャクには褐虫藻などが共生しているのが分かっており、そういった藻類からスナギンチャクにパリトキシンが蓄積される、という経路が1つの選択肢である。そしてアオブダイ等の魚はスナギンチャクを餌として捕食するので、結果としてアオブダイにパリトキシンが溜まり、そのアオブダイを人間が食べると中毒を起こす、と考えられている。なお、加熱しても毒性は失われない。

### 主な保有生物
毒の保有は餌となる生物に依存するため、同じ魚種であっても海域により毒性の有無は変わる。
- スナギンチャク、アオブダイ、ソウシハギなど[13]。

日本で中毒原因となる有毒種は、ブダイ科アオブダイ属のアオブダイ、ブダイ科ブダイ属のブダイや、
ハコフグ科ハコフグ属のハコフグ、ハコフグ科コンゴウフグ属のウミスズメ、ハタ科マハタ属の魚類も中毒原因魚の疑いがある。

## 中毒症状
発症までの時間は、3～36時間。主症状は横紋筋融解症による筋肉痛、CPK,GOT,GPT の上昇、茶褐色に変色した尿（褐色尿）、麻痺・痙攣など。重症の場合、呼吸困難、不整脈、ショックや腎障害。人間の冠状動脈に対して極度の収縮作用があり、それが人に対する致死原因になると考えられている。